# Bad Saarow
Bad Saarow er en by i landkreis Oder-Spree i den tyske delstat Brandenburg. Bad Saarow er en kurby beliggende ved Scharmützelsee cirka 70 km sydøst for Berlin.
- Wikimedia Commons har flere filer relateret til Bad Saarow